# Тюнин, Александр Алексеевич
Александр Алексеевич Тюнин (1892 — не ранее 1945) — участник Белого движения на Юге России, войсковой старшина Корниловского конного полка.

## Биография
Казак станицы Некрасовской Майкопского отдела Кубанской области.
В 1912 году — вольноопределяющийся 1-го Екатеринодарского казачьего полка. С началом Первой мировой войны — старший урядник того же полка. За боевые отличия был награждён Георгиевским крестом 4-й степени (№ 56060). В 1917 году окончил Екатеринодарскую школу прапорщиков, прапорщик 2-го Полтавского казачьего полка.
С началом Гражданской войны вступил в Добровольческую армию, участвовал в 1-м Кубанском походе в 1-м Кубанском конном полку. В 1919—1920 годах — командир дивизиона в 1-й Кубанской казачьей дивизии. В апреле 1920 года — есаул Корниловского конного полка, затем в Русской армии до эвакуации Крыма. Награждён орденом Св. Николая Чудотворца. На 22 декабря 1921 года — войсковой старшина Корниловского конного полка.
В эмиграции в Югославии. В годы Второй мировой войны служил в Русском корпусе, в 3-й сотне 1-го Казачьего полка (в звании унтер-офицера). Был ранен в Шумари 17 января 1945 года. Затем перешел в 15-й казачий кавалерийский корпус (в чине полковника). Был выдан советским властям в Лиенце 19 мая 1945 года и вывезен в СССР. Дальнейшая судьба неизвестна.